# Haikyu!!
Haikyu!! - L'asso del volley (ハイキュー!!?, Haikyū!!) è un manga shōnen scritto e disegnato da Haruichi Furudate. Dopo avere debuttato inizialmente come one-shot sulla rivista "Jump NEXT!", la serie è stata pubblicata sulla rivista Weekly Shōnen Jump, edita da Shūeisha, da febbraio 2012 a luglio 2020. I capitoli sono stati poi raccolti e pubblicati in 45 volumi tankōbon in Giappone. L'edizione italiana è stata pubblicata da Star Comics dal 27 novembre 2014 al 21 luglio 2021.
Una serie televisiva anime di 85 episodi prodotta da Production I.G è andata in onda dal 6 aprile 2014 al 18 dicembre 2020 suddivisa in quattro stagioni. In Italia è stata acquistata da Yamato Video ed è stata trasmessa in versione sottotitolata su Man-ga dal 10 ottobre 2016 per poi venire pubblicata su Prime Video in versione doppiata dal 18 marzo 2022 al 31 agosto 2022.
Haikyu!! risulta essere il secondo manga più venduto in Giappone nel decennio tra il 2010 ed il 2019, con oltre 33 milioni di tankōbon venduti.

## Trama
Dopo aver assistito a una partita di pallavolo, il giovane Shoyo Hinata si pone come personale obbiettivo di diventare "Il piccolo Gigante", soprannome dato ad un basso ma tenace giocatore della squadra del liceo Karasuno. Entrato nel club di pallavolo della sua scuola media, affronta insieme alla sua squadra il torneo interscolastico ma lui e i suoi compagni devono inchinarsi di fronte a una forte squadra guidata da un formidabile giocatore di nome Tobio Kageyama, chiamato il re del campo.
Desideroso di arrivare ai vertici e di prendersi la rivincita su Kageyama, Hinata continua a praticare la pallavolo anche alla sua entrata alla scuola superiore Karasuno. Qui entra nel club scolastico ma, purtroppo per lui, la persona che ha giurato di superare è un suo nuovo compagno di squadra.
All'inizio Hinata e Kageyama non sono in grado di lavorare insieme, costringendo il capitano della squadra a cacciarli fuori dal club. I due, così, decidono di sfidare i membri più anziani della squadra ad una partita, sperando, in caso di vittoria, di dimostrare che possono lavorare insieme, e perciò rientrare nel club.
Il capitano della squadra accetta la sfida e, giocando con un altro membro della squadra, Hinata e Kageyama vincono la partita e vengono riaccettati nel club. Combinando le qualità geniali di Kageyama con la pura agilità istintiva di Hinata, il duo crea un'innovativa tattica di pallavolo. Questa nuova combinazione permette loro di superare le avversità e crea tra loro un sentimento di amicizia. Così inizia la scalata della squadra verso il successo.

## Media

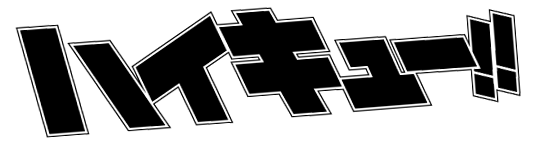
Logo originale della serie

### Manga
Scritto e illustrato da Haruichi Furudate, la serie è stata serializzata sulla rivista Weekly Shōnen Jump dal 20 febbraio 2012 fino al 20 luglio 2020. L'opera si è conclusa il 20 luglio 2020, dopo 402 capitoli.
In Italia è stata pubblicata da Star Comics dal 27 novembre 2014 al 21 luglio 2021.

### Radio drama
Un radiodramma per la serie fu trasmesso nel novembre 2012 nel programma Sakiyomi Jum-Bang! di TV Tokyo, con diversi doppiatori che prestarono la loro voce per i personaggi. Fu successivamente distribuito nel dicembre 2012 tramite il sito web Vomic di Shūeisha.

#### Cast
- Shōyō Hinata - Ayumu Murase
- Tobio Kageyama - Kaito Ishikawa
- Yukitaka Izumi - Kyousuke Ikeda
- Daichi Sawamura - Satoshi Hino
- Koushi Sugawara - Miyu Irino
- Ryūnosuke Tanaka - Yuu Hayashi
- Kiyoko Shimizu  - Kaori Nazuka

### Anime
Una serie televisiva anime prodotta dallo studio Production I.G ha debuttato il 6 aprile 2014 sulla rete MBS, su altre reti locali nipponiche e sottotitolata in lingua inglese su Crunchyroll, e si è conclusa il 18 dicembre 2020 con un totale di quattro stagioni, inclusi 5 OAV.
La serie è distribuita in Italia da Yamato Video, andando in onda in versione sottotitolata su Man-ga, Sky Go, Sky On Demand e Paramount Network, e doppiata in italiano su Prime Video da marzo ad agosto 2022.

### Film
Sono stati realizzati due film cinematografici che ricapitolano la serie. Il primo è uscito nelle sale giapponesi il 3 luglio 2015 e si intitola, Gekijō-ban Haikyu!! Owari to Hajimari che letteralmente vuol dire "Haikyu il film!! La fine e l'inizio". Il secondo, invece, è uscito nelle sale giapponesi il 18 settembre 2015 e si intitola Gekijō-ban Haikyu!! Shōsha to Haisha che letteralmente vuol dire "Haikyu il film!! I vincitori e i perdenti". Sono entrambi inediti in Italia. Il 13 agosto 2022 sono stati annunciati due ulteriori film, i quali fungeranno da finale per la serie animata. Il primo dei due film finali, Haikyu!! Battaglia all'ultimo rifiuto, è uscito in Giappone il 16 febbraio 2024 e in Italia il 30 maggio 2024.

### Videogiochi
«Haikyu!! Tsunage! Itadaki no Keshiki» è stato pubblicato per Nintendo 3DS in Giappone il 25 settembre 2014. «Haikyu!! Cross Team Match» è stato pubblicato per Nintendo 3DS in Giappone il 3 marzo 2016. Shoyo appare come personaggio di supporto nel gioco di combattimento crossover Jump «J-Stars Victory VS» per PlayStation 3, PlayStation 4 e PlayStation Vita. Haikyu Fly High per iOS e Android è stata rilasciata nel 2024 in Giappone e a luglio 2025 nel resto del mondo.

## Accoglienza
Il manga si è rivelato un vero e proprio successo in Giappone, infatti la serie è stata la terza più venduta in Giappone con oltre 8 milioni di copie vendute in tutto il 2014: il volume più venduto della serie nel 2014 è stato il decimo con oltre 830 000 copie vendute. A dicembre 2014, la serie ha venduto oltre dodici milioni di volumi.
Il 21 gennaio 2016 è stato premiato nella categoria miglior manga per ragazzi ai 61esimi Shogakukan Manga Awards. Nel 2018, il manga ha raggiunto i 31 milioni di copie vendute.
A maggio 2020, il manga ha venduto 38 milioni di copie.
Il sito web Goo Ranking ha intervistato 2 310 lettori di Weekly Shōnen Jump tra il 19 giugno e il 3 luglio 2020 e questi hanno classificato la serie al settimo posto tra quelle più commoventi pubblicate dalla rivista. Nel sondaggio Manga Sōsenkyo 2021 indetto da TV Asahi, 150 000 persone hanno votato la loro top 100 delle serie manga e Haikyu!! si è classificata all'8º posto.